# Missione compiuta stop. Bacioni Matt Helm
Missione compiuta stop. Bacioni Matt Helm (The Wrecking Crew) è un film del 1968 diretto da Phil Karlson.
Questo è il quarto ed ultimo episodio della serie cinematografica dedicata all'agente segreto Matt Helm ed è vagamente basato sull'omonimo romanzo del 1960 di Donald Hamilton.
Chuck Norris fa il suo debutto cinematografico in un piccolo ruolo. È l'ultimo film di Sharon Tate dato che il film Una su 13 venne distribuito postumo dopo l'assassinio.

## Trama
Matt Helm è assegnato dalla sua agenzia segreta, ICE, per far cadere un conte malvagio di nome Contini, che sta cercando di far crollare l'economia mondiale rubando un miliardo di dollari in oro. Helm si reca in Danimarca, dove gli viene assegnata una guida, Freya Carlson, una donna bella ma maldestra di un ufficio turistico danese.
Una coppia di complici di Contini, la seducente Linka Karensky e Wen Yurang, tentano di sventare i piani di Helm. La prima viene uccisa in un'imboscata destinata a Helm, il secondo in un'esplosione. In ogni occasione, i goffi tentativi di Freya di aiutare Matt sono utili, ma non particolarmente apprezzati.
McDonald, il suo capo all'ICE, si presenta per aiutare Helm, ma viene ferito in azione. McDonald confida a Helm che la Freya apparentemente inetta è in realtà un agente britannico top secret, usando una maschera intelligente. Vanno nel castello di Contini per una resa dei conti, e Helm crea caos e distruzione con una varietà di gadget unici. Contini fugge con l'oro su un treno diretto in Lussemburgo, ma Helm e Freya riescono a raggiungerlo in un minielicottero. Freya viene quasi uccisa da Contini, ma Helm la salva, quindi uccide Contini lanciandolo attraverso una botola sui binari della ferrovia. Solo alla fine, Helm ha finalmente l'opportunità di ringraziare Freya riconoscente solo con lui.

## Cast
Il film presentava numerosi lottatori, pugili ed esperti di karate in ruoli piccoli o non accreditati, tra cui Wilhelm von Homburg, Pepper Martin, Joe Gray, Joe Lewis, Ed Parker e - nel suo primo ruolo cinematografico - la futura star Chuck Norris (giocatore nella Casa delle Sette Gioie).
Bruce Lee non appare nel film, ma riceve un credito di produzione come "Karate Advisor" (coreografo) per le scene di combattimento.

## Nella cultura di massa
Nel film del 2019 C'era una volta a...Hollywood di Quentin Tarantino, Sharon Tate (interpretata da Margot Robbie) entra al Fox Bruin Theater di Los Angeles a vedere il film da poco uscito nelle sale.